# Кейта, Исмаль
Исмаэль Кейта Виейра (фр. Ismaël Keïta; род. 8 июля 1990 года, Бамако, Мали) — малийский футболист, опорный полузащитник французского клуба «Шоле».

## Карьера

### Клубная
Кейта — воспитанник клуба «Салиф Кейта», где и начинал профессиональную карьеру. 12 августа 2009 года перешёл в французский клуб «Нант», подписав 4-летний контракт. 30 апреля 2010 года в матче против клуба «Арль-Авиньон» дебютировал во французской Лиге 2. В «Нанте» не был игроком основного состава, часто оставаясь на скамейке запасных. Всего за 4 сезона в «Нанте» сыграл 47 матчей в Лиге 2.
В 2013 году перешёл в «Анже», также выступавший в Лиге 2. 2 августа 2013 года в матче против «Истра» дебютировал за новый клуб. Играл за «Анже» на протяжении двух сезонов, после перехода «Анже» в Лигу 1, перешёл в «Париж», где сыграл 14 матчей в Лиге 2.
5 января 2017 года перешёл в турецкий клуб «Газиантеп», игравший в первой лиге Турции. За турецкий клуб сыграл 5 матчей, после чего вернулся во Францию, подписав контракт с представителем национального чемпионата — клубом «Шоле».

### В сборной
11 августа 2010 года в товарищеском матче против сборной Гвинеи дебютировал за сборную Мали. Последний раз играл за сборную в 2011 году, за национальную команду принял участие в 6 матчах.